# Bileam

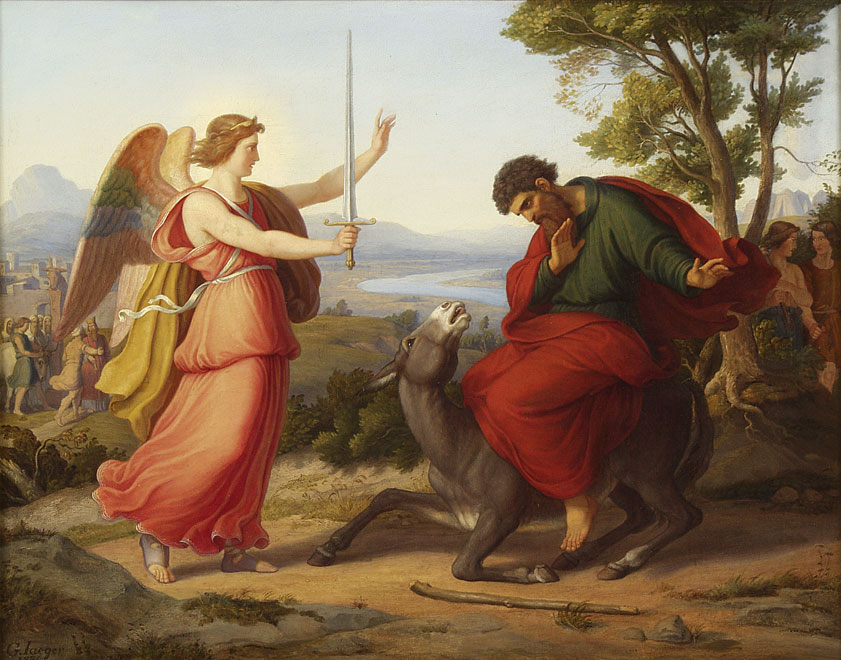
Bileam, åsnan och Herrens ängel, målning av Gustav Jaeger.

Bileam var enligt Bibeln en arameisk profet som kungen av Moab, Balak, sände ut att förbanna de inträngande israeliterna. Gud sände ut en ängel i hans väg (se Herrens ängel) och när Bileam försökte tvinga sin åsna att passera ängeln förebrådde åsnan, i ett mirakel, Bileam för detta.
Berättelsen om Bileam, som var son till Beor, återges i Fjärde Mosebokens kapitel 22–24, med referenser i flera andra bibelböcker i såväl Gamla som Nya Testamentet.